# Алексеев, Дмитрий Николаевич
Дмитрий Николаевич Алексеев (1927—2021) — советский работник органов внутренних дел.

## Биография
Родился 23 февраля 1927 года в 1-м Нахарском наслеге Мегино-Кангаласского района в крестьянской семье.
После учёбы в школе работал в колхозе. В 1945 году был призван в ряды действующей армии, служил на границе в Читинской области. Демобилизовался в 1946 году, вернулся домой и стал милиционером, позже — сотрудником ГАИ. В течение более тридцати лет Дмитрий Николаевич патрулировал улицы города Якутска, находясь на службе в ОГАИ Якутска.
В 1980 году, как лучший инспектор дорожно-патрульной службы ГАИ Якутии, Д. Н. Алексеев был командирован в Москву для несения службы во время проведения XX Олимпийских игр.
В 1983 году вышел на пенсию, жил в Якутске, принимал участие в мероприятиях по развитию ветеранского движения.
Был награждён орденом Трудового Красного Знамени (1977) и медалями, в числе которых «За победу над Японией», «За трудовое отличие» и «За безупречную службу» всех степеней. Единственный милиционер которому присвоено звание «Почетного гражданина города Якутска».
Умер 10 сентября 2021 года в Якутске.